# Liste der denkmalgeschützten Objekte in Vřeskovice
Grundlage dieser Liste der denkmalgeschützten Objekte in Vřeskovice ist die ÚSKP-Liste (Ústřední seznam kulturních památek České republiky, deutsch Zentrale Liste der Kulturdenkmäler der Tschechischen Republik), die von der tschechischen Denkmalschutzbehörde NPÚ (Národní památkový ústav, deutsch Nationale Denkmalbehörde) seit 1987 geführt wird und an die seit dem Jahr 1850 geschaffenen Listen anschließt.

## Denkmalgeschützte Objekte nach Ortsteilen

### Vřeskovice
| Lage                              | Objekt                              | Beschreibung | ÚSKP-Nr.                  | Bild                                |
| --------------------------------- | ----------------------------------- | --- | ------------------------- | ----------------------------------- |
| Vřeskovice, bei Nr. 38 (Standort) | Festung Vřeskovice                  | Ein kleiner Überrest der hochmittelalterlichen Festung. Das Denkmal hat in den letzten 30 Jahren viel an Wert verloren. | 20264/4-2773 Info Katalog | BW                                  |
| Vřeskovice (Standort)             | Statue des Hl. Johannes von Nepomuk | Auf dem Pfeilersockel steht eine lebensgroße Statue des Heiligen, der halb auf den Wolken kniet. Eine handwerkliche Arbeit aus dem Jahr 1758. | 45501/4-2774 Info Katalog | Statue des Hl. Johannes von Nepomuk |
| Vřeskovice (Standort)             | Kirche des Hl. Johannes des Täufers | Eine dreischiffige Kirche mit einem fünfeckigen geschlossenen Presbyterium und einem reich strukturierten Westgiebel. Im Kern ein gotisches Gebäude aus der Mitte des 14. Jahrhunderts, das 1870 an sein heutiges neobarockes Erscheinungsbild angepasst wurde. Die Kirche befindet sich auf einem Friedhof mit einer neobarocken Leichenhalle. | 46143/4-2770 Info Katalog | weitere Bilder                      |